# مالكولم كين
مالكولم كين (بالإنجليزية: Malcolm Keen)‏ هو ممثل بريطاني (وحمل سابقاً جنسية المملكة المتحدة لبريطانيا العظمى وأيرلندا)، ولد في 8 أغسطس 1887 في المملكة المتحدة، وتوفي في 30 يناير 1970 بلندن في المملكة المتحدة.

## أعمال

### أفلام
- (1927)  قصة من ضباب لندن

## وصلات خارجية
- مالكولم كين على موقع IMDb (الإنجليزية)
- مالكولم كين على موقع ألو سيني (الفرنسية)
- مالكولم كين على موقع أول موفي (الإنجليزية)
- مالكولم كين على موقع قاعدة بيانات برودواي على الإنترنت (الإنجليزية)
- مالكولم كين على موقع قاعدة بيانات الأفلام السويدية (السويدية)
- مالكولم كين على موقع قاعدة بيانات الفيلم (الإنجليزية)